# ヘスス・マルティネス・ハジョ
ヘスス・マルティネス・ハジョ（Jesús Martínez Jayo、1942年12月4日 - ）は、スペイン・マドリード出身の元サッカー選手、元サッカー指導者。ポジションはDF。

## タイトル

### クラブ
アトレティコ・マドリード
- ラ・リーガ : 3回 (1965-66, 1969-70, 1972-73)
- コパ・デル・ヘネラリシモ : 2回 (1964-65, 1971-72)